# Andrea Dettling
Andrea Dettling (ur. 19 stycznia 1987 w Altendorfie) – szwajcarska narciarka alpejska.

## Kariera
Po raz pierwszy na arenie międzynarodowej pojawiła się 16 grudnia 2002 roku w Grimentz, gdzie w zawodach FIS została zdyskwalifikowana w pierwszym przejeździe slalomu. W 2005 roku wystartowała na mistrzostwach świata juniorów w Bardonecchii, gdzie zajęła tam 18. miejsce w supergigancie i zjeździe oraz 23. miejsce w gigancie. Jeszcze dwukrotnie startowała w zawodach tego cyklu, zajmując między innymi czwarte miejsce w zjeździe podczas mistrzostw świata juniorów w Québecu w 2006 roku. Na tej samej imprezie była też jedenasta w gigancie.
W zawodach Pucharu Świata zadebiutowała 6 stycznia 2007 roku w Kranjskiej Gorze, gdzie nie zakwalifikowała się do drugiego przejazdu w gigancie. Pierwsze pucharowe punkty wywalczyła 10 lutego 2008 roku w Sestriere, zajmując 19. miejsce w supergigancie. Na podium zawodów tego cyklu jedyny raz stanęła 26 stycznia 2009 roku w Cortina d’Ampezzo, kończąc rywalizację w supergigancie na trzeciej pozycji. W zawodach tych wyprzedziły ją jedynie Jessica Lindell-Vikarby ze Szwecji i Austriaczka Anna Fenninger. W sezonie 2008/2009 zajęła 17. miejsce w klasyfikacji generalnej, w klasyfikacji supergiganta była piąta.
Wystartowała na igrzyskach olimpijskich w Vancouver w 2010 roku, zajmując 12. miejsce w supergigancie oraz 23. w superkombinacji, a rywalizacji w gigancie nie ukończyła. Zajęła też 22. miejsce w gigancie podczas mistrzostw świata w Val d’Isère w 2009 roku.
W 2015 roku zakończyła karierę.

## Osiągnięcia

### Igrzyska olimpijskie
| Miejsce | Dzień     | Rok  | Miejscowość | Konkurencja     | Czas biegu | Strata | Zwyciężczyni        |
| ------- | --------- | ---- | ----------- | --------------- | ---------- | ------ | ------------------- |
| 23.     | 18 lutego | 2010 | Vancouver   | Superkombinacja | 2:09,14    | +5,30  | Maria Höfl-Riesch   |
| 12.     | 20 lutego | 2010 | Vancouver   | Supergigant     | 1:20,14    | +1,89  | Andrea Fischbacher  |
| DNF1    | 25 lutego | 2010 | Vancouver   | Gigant          | 2:27,11    | -      | Viktoria Rebensburg |

### Mistrzostwa świata
| Miejsce | Dzień     | Rok  | Miejscowość | Konkurencja     | Czas biegu | Strata | Zwyciężczyni   |
| ------- | --------- | ---- | ----------- | --------------- | ---------- | ------ | -------------- |
| DNF     | 3 lutego  | 2009 | Val d’Isère | Supergigant     | 1:20,73    | –      | Lindsey Vonn   |
| DNF1    | 6 lutego  | 2009 | Val d’Isère | Superkombinacja | 2:20,13    | –      | Kathrin Zettel |
| 22.     | 12 lutego | 2009 | Val d’Isère | Gigant          | 2:03,49    | +3,83  | Kathrin Hölzl  |

### Mistrzostwa świata juniorów
| Miejsce | Dzień     | Rok  | Miejscowość  | Konkurencja | Czas biegu | Strata | Zwyciężczyni          |
| ------- | --------- | ---- | ------------ | ----------- | ---------- | ------ | --------------------- |
| 18.     | 23 lutego | 2005 | Bardonecchia | Zjazd       | 1:28,84    | +2,18  | Nadia Fanchini        |
| 18.     | 24 lutego | 2005 | Bardonecchia | Supergigant | 1:26,81    | +2,66  | Andrea Fischbacher    |
| DNF1    | 25 lutego | 2005 | Bardonecchia | Slalom      | 1:23,97    | -      | Šárka Záhrobská       |
| 23.     | 26 lutego | 2005 | Bardonecchia | Gigant      | 2:21,34    | +4,00  | Nadia Fanchini        |
| 4.      | 3 marca   | 2006 | Québec       | Zjazd       | 1:13,51    | +0,75  | Marianne Abderhalden  |
| DNF1    | 4 marca   | 2006 | Québec       | Slalom      | 1:37,30    | -      | Maria Pietilä-Holmner |
| DNF     | 5 marca   | 2006 | Québec       | Supergigant | 1:10,96    | -      | Anna Fenninger        |
| 11.     | 7 marca   | 2006 | Québec       | Gigant      | 2:22,43    | +2,18  | Tina Weirather        |
| 24.     | 7 marca   | 2007 | Altenmarkt   | Zjazd       | 1:39,69    | +2,87  | Tina Weirather        |
| 31.     | 8 marca   | 2007 | Altenmarkt   | Gigant      | 2:14,90    | +6,74  | Nicole Schmidhofer    |
| DNF     | 9 marca   | 2007 | Altenmarkt   | Supergigant | 1:19,34    | -      | Nicole Schmidhofer    |
| 20.     | 11 marca  | 2007 | Altenmarkt   | Slalom      | 1:44,23    | +2,80  | Ilka Štuhec           |

### Puchar Świata

#### Miejsca w klasyfikacji generalnej
- sezon 2006/2007: -
- sezon 2007/2008: 109.
- sezon 2008/2009: 17.
- sezon 2009/2010: 27.
- sezon 2010/2011: 83.
- sezon 2012/2013: 93.
- sezon 2013/2014: -

#### Miejsca na podium w zawodach
1. Cortina d’Ampezzo – 26 stycznia 2009 (supergigant) – 3. miejsce